# Четврта санџачка ударна бригада
Четврта санџачка бригада формирана је 1. децембра 1943. године у Пљевљима од главнине Пљеваљског и Бјелопољског и мањег дела Милешевског НОП одреда и добила назив ударна. Имала је четири батаљона са укупно 570 бораца. Попуњавана је новим борцима из Санџака, а од септембра 1944. и са територије Србије. Била је под командом Главног штаба Санџака до 4. марта 1944, а затим у саставу 37. санџачке дивизије.

## Борбени пут бригаде
До половине априла 1944. дејствовала је на територији између Таре, Дрине и Лима против немачких јединица, четника и муслиманске милиције Санџака. У другој  половини априла, за време операције Фрилингсервахен немачких и четничких снага и муслиманске милиције против јединица НОВЈ на слободној територији Санџака и за време повлачења 37. дивизије на леву обалу Таре, учествовала је у одбрани те територије, а од 16/17. до 30. априла у операцијама 37. и делова Треће дивизије на непријатељеве снаге у Санџаку. У борбама 25. априла форсирала је Тару (код Премћана и Левер Таре), одбацила четничке и немачке јединице, продрла на линију Крупице-Косаница-Глибаћи, затим у непосредну околину Пљеваља где је наставила борбе против четника и Немаца. Нарочито се истакла ноћу 18/19. маја у заузимању јаког четничког упоришта у Љућу, код Пљеваља.
У периоду јун-јул дејствовала је против немачких јединица, четника и муслиманске милиције на подручју Пљевља-Пријепоље-Прибој-Рудо. У току 3/4. јула форсирала је Лим (код Калфатовића и Читлука), разбила четничке јединице на десној обали Лима, заузела Пробојску Бању, продрла у рејон Нове Вароши, где је знатно олакшала борбе 3. пролетерске бригаде са којом је одбацила четнике на десну обалу Увца. Затим је дејствовала на територији између Лима и Чеотине. Нарочито се истакла на Брашанском брду код Пријепоља у жестоким борбама против надмоћнијих немачких снага од 22. до 25. јула. 1. августа ослободила је Рудо, где је разбила четири четничке источнобосанске бригаде. У току августа је између Лима и Увца нанела тежак пораз новој четничкој групацији од четири бригаде из западне Србије, које је одбацила преко Увца, затим је дејствовала на правцу Пријепоље-Прибој; 13/14. августа ослободила је Прибој и са 3. пролетерском бригадом учествовала у ослобођењу територије између Лима, Златара и Рудог. У другој половини августа и првој половини септембра водила је оштре борбе против делова 14. пука немачке 7. СС дивизије „Принц Еуген” и 2. пука дивизије „Бранденбург” на правцима Прибој-Бијело Брдо-Вардиште и Нова Варош-Кокин Брод-Златибор. У другој половини септембра и у октобру дејствовала је са Ужичким НОП одредом против четничких снага на простору Ужице-Пожега-планина Јелица-Гуча-Ариље-Ивањица-планина Јавор. Тада је ослободила Ужице, Пожегу 23/24. септембра, Ариље 19. септембра и Ивањицу 24. октобра. Од 1. до 28. октобра водила је борбе против главнине четничких снага које су се са Дражом Михаиловићем током октобра повлачиле из Србије према Санџаку и Босни. У новембру и децембру 1944. и првој половини јануара 1945. успешно је дејствовала на комуникацији Сјеница-Пријепоље и у долини Лима против јединица немачког 21. и 91. армијског корпуса током пробоја из окружења односно пробоја кроз Санџак.
Почетком 1945. бригада је, после попуне новим борцима из Србије и источног дела Санџака имала пет батаљона са око 3000 бораца. После оштрих борби са деловима немачке 181. дивизије, ослободила је Прибој 12. јануара. Затим је, настављајући борбе против јединица немачке 181. дивизије и муслиманске милиције , учествовала у коначном ослобођењу источне Босне. Дејствовала је на правцу Горажде-Рогатица-Пале-Требевић-Сарајево. Нарочито се истакла у борбама у рејону Горажда које је ослободила 4/5. марта. Затим се истакла у борбама за ослобођење Стамболчића, Пала и Требевића крајем марта и почетком априла и Сарајева 5-6. априла током Сарајевске операције. У мају је учествовала у уништењу четничке групације Драже Михаиловића на подручју Дрињаче, Сребренице, Зворника, Фоче, Миљевине и Горажда.
Кроз њене редове прошло је укупно око 5000 бораца, од којих је погинуло 285.
Одликована је Орденом заслуга за народ и Орденом братства и јеиднства.